# کورس

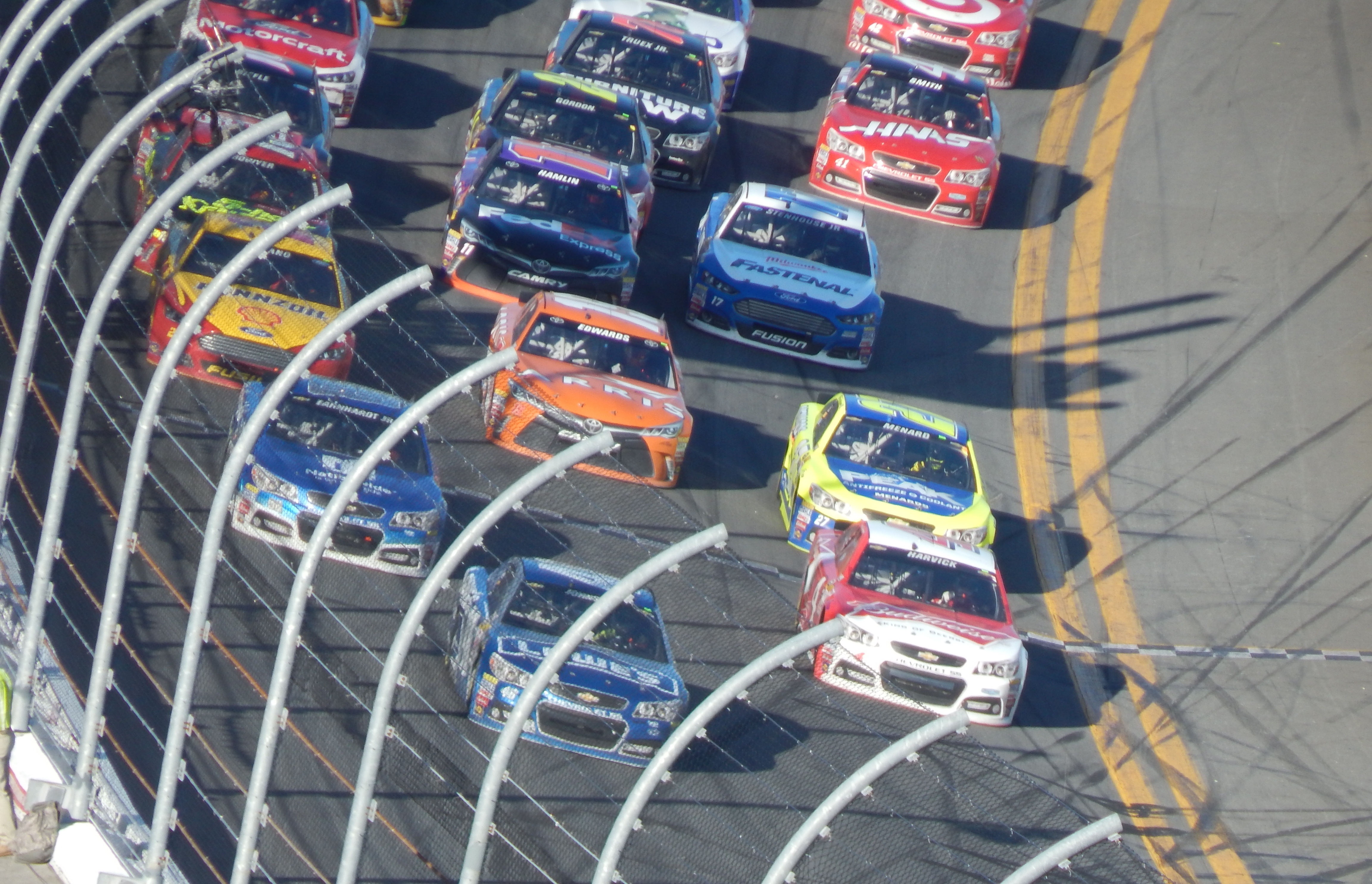
مسابقه اتومبیل‌رانی در دیتونا در چند ردیف سه‌تایی

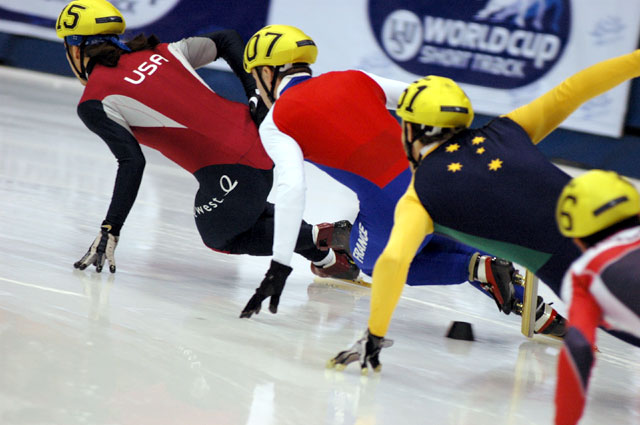
مسابقه اسکیت سرعت در یک پیچ

کورس (به فرانسوی: course)،(به انگلیسی: Racing) و (به فارسی: گردونه) یک رقابت ورزشی مبتنی بر سرعت است که برای رسیدن به معیاری مشخص از جمله زمان یا نقطهٔ تعیین‌شده انجام می‌شود مانند مسابقه اتومبیل‌رانی فرمول یک. مسابقه‌دهندگان تلاش می‌کنند که خواسته معلومی را در کمترین زمان ممکن انجام دهند. معمولاً این کار شامل طی کردن مسافتی است؛ ولی ممکن است شیوه‌ های دیگر سرعتی برای رسیدن به هدفی مشخص را نیز دربر گیرد. مانند «پرش از موانع با اسب طی مدت زمان کوتاه‌تر و کم‌تر» 
کورس می‌تواند به صورت پیوسته از ابتدا تا انتها برگزار شود یا از بخش‌های مختلفی تشکیل شده‌باشد که دور یا مرحله نامیده می‌شوند. مرحله، بخشی کوتاه از یک مسابقهٔ بزرگتر یا تایم تریل است. دور نیز معمولاً در یک مسیر و در زمان‌های مختلف برگزار می‌شود.
نخستین مدرک از کورس‌ها در سفال‌های یونان باستان مشاهده شده‌است که در آن، مردانی برای دستیابی به مقام اول، رقابت می‌کنند. یک مسابقهٔ گردونه در ایلیاد هومر توصیف شده‌است.
- از مسابقات کورس رسمی که تاکنون طی سالهای متمادی برگزار شده است، می‌توان موارد زیر را نام برد:
- فرمول یک
- تور دو فرانس
- مسابقات المپیک

## شیوه‌های مسابقه
دویدن در یک مسافت مشخص، ساده‌ترین شکل برگزاری مسابقه است؛ ولی مسابقه را می‌توان با استفاده از وسایل نقلیه از جمله قایق، خودرو، دوچرخه و هواگرد و نیز حیواناتی از جمله سگ و اسب انجام داد. مسابقه می‌تواند با سایر روش‌های حمل‌ونقل مانند اسکی، اسکیت و صندلی چرخدار انجام شود یا شیوه‌های دیگری از جابجایی مانند شناکردن یا راه رفتن را شامل شود. در مسابقات امدادی، اعضای یک تیم در بخش‌های مختلف مسابقه با یکدیگر جابجا می‌شوند یا صورت مشخصی از مسابقه را شکل می‌دهند.
در مسابقات نقشه‌خوانی وظیفهٔ دیگری برای استفاده از نقشه و قطب‌نما برای جهت‌یابی از یک نقطه به نقطهٔ دیگر در زمینی با عوارض مختلف و معمولاً ناآشنا افزوده می‌شود.

### پایان سرعتی
پایان سرعتی تاکتیکی مسابقه‌ای است که در بسیاری از شکل‌های مسابقه به کار می‌رود و در آن، مسابقه‌دهنده در مراحل پایانی مسابقه شتاب می‌گیرد تا به بیشینهٔ سرعت خود برسد. این تاکتیک معمولاً در مسابقات دو و دوچرخه‌سواری مسافت بلند مورد استفاده قرار می‌گیرد که در آن‌ها معمولاً شماری از شرکت کنندگان در بخش زیادی از رقابت، با سرعت کمتری مسابقه می‌دهند. این فعالیت هوازی آهسته‌تر به آنان امکان می‌دهد که بتوانند فعالیت بی‌هوازی مورد نیاز برای سرعت‌گیری پایانی را انجام دهند. در این تاکتیک، مسابقه‌دهنده با قرارگیری در خلأ پشت رکابزنان جلویی تا پیش از بخش پایانی رقابت، انرژی بیشتری نسبت به حریف خود ذخیره می‌کند تا بتواند زودتر به خط پایان برسد. این روش در مقابل تاکتیک حفظ سرعت بهینهٔ یکنواخت در طول مسابقه برای بیشینه کردن بازده انرژی است.
در دو و میدانی، مسابقات مسافت ۱۵۰۰ متر به بالا معمولاً دارای پایان سرعتی هستند. در دوی صحرانوردی و جاده‌ای و حتی ماراتن نیز ممکن است پایان سرعتی دیده شود. معمولاً دویدن آخرین بخش از ورزش‌های چندرشته‌ای مانند سه‌گانه است که سرعت‌گیری پایانی در آن‌ها مانند رویدادهای دو است.
در دوچرخه‌سواری، پایان سرعتی بخش مهمی از مسابقه است و در دو بخش دوچرخه‌سواری جاده و پیست مورد استفاده قرار می‌گیرد. رکابزنان سرعتی، به‌ویژه در پیست، معمولاً بسیار تاکتیکی هستند. مسابقات طولانی پیست مانند اسکرچ دارای پایان سرعتی هستند؛ زیرا داشتن سرعت ثابت در گروه اصلی به رقیبان امکان می‌دهد که انرژی خود را حفظ کنند. رکابزنان جاده نیز از این تاکتیک بهره می‌برند. تاکتیک‌های سرعتی بخش بزرگی از رده‌بندی امتیازی را در رویدادهای جاده شکل می‌دهند. در این رویدادها متخصصان رکابزنی سرعتی نخستین کسانی هستند که به نقاط میانی می‌رسند و امتیازات و جوایز بیشتری به دست می‌آورند.